# 徐少华 (政治人物)
徐少华（1958年1月—），男，广东广州人，中华人民共和国政治人物。中山大学历史系历史专业毕业，中山大学经济系政治经济学专业研究生学历。曾任中国共产党广东省委员会常务委员、常务副省长，广东省人民代表大会常务委员会副主任。

## 生平
1974年12月参加工作，任广东省肇庆地区石牌大队知青。1976年12月，任肇庆矽钢片厂工人。1979年9月，在中山大学历史系历史专业学习。1983年7月，任中山大学团委组织部长。1984年3月加入中国共产党。1985年7月，任中山大学团委副书记（副科级，其间：1985年9月－1987年7月，在中山大学政治经济学专业研究生班学习）。1988年2月，任中山大学党委宣传部秘书（正科级）。1988年5月，任中山大学综合服务总公司副总经理（享受副处级待遇）。
1989年4月，任封开县副县长。1992年4月，任中共封开县委常委、副县长。1992年6月，任中共封开县委常委、副县长、代县长、县长。1994年10月，任中共封开县委书记。1996年3月，任肇庆市副市长。1998年11月，任中共湛江市委常委、常务副市长。2001年9月，任中共湛江市委副书记、常务副市长。2002年3月，任中共湛江市委副书记、市长。2005年8月，任中共湛江市委书记。2008年4月，任中共广东省委副秘书长、办公厅主任。2008年9月，任中共广东省委常委、秘书长、办公厅主任。2012年2月，任中共广东省委常委、广东省人民政府副省长。2012年5月，任中共广东省委常委、常务副省长。2017年1月，辞去广东省副省长，当选广东省人大常委会副主任。2021年1月，屆齡退休。